# Museu d'Idees i Invents de Barcelona
El Museu d'Idees i Invents de Barcelona, estilitzat com a miba, era un museu privat que situat al barri Gòtic de Barcelona. Es va inaugurar el 23 de març del 2011, amb l'objectiu de motivar la creativitat. El seu director i creador és Pep Torres, conegut per presentar invents a programes de televisió com Crónicas Marcianas i El Hormiguero, i per ser director des de 2008 de la fira d'invents Attic de Vilanova i la Geltrú. Va tancar el 31 de desembre de 2016.

## Edifici
El museu es troba al carrer Ciutat, molt a prop de la plaça de Sant Jaume. Ocupa un palau del segle xix (1874) que abans s'havia fet servir com a seu del PSUC i, més endavant, d'ICV, entre 1976 i 2010, data en què van canviar la seva seu per la del passatge del Rellotge. El pressupost de remodelació de l'espai ha sigut de 200.000 euros tot i que, segons altres fonts, ha ascendit ha 350.000 euros. El projecte va ser realtitzat per l'estudi d'arquitectes Juanola & De Miguel.

## Història
És museu és el resultat de la voluntat de Pep Torres de crear una institució que afavoreixi la imaginació. El primer esborrany d'idea va sorgir l'any 2000 i des de llavors i gràcies a la col·laboració de dos socis, s'ha anat creant progressivament la col·lecció. El Museu d'idees és privat i no ha rebut cap subvenció pública per a la seva creació. Es va inaugurar el 23 de març de 2011. La mateixa setmana el 26 de març, va patir una fuita d'aigua que va inundar el sòtan del museu, obligant a desallotjar les visites i tancar el museu durant una setmana per acondicionar-ho correctament.
El museu va tancar el 31 de desembre de 2016, en considerar que pivotava sobre un "model obsolet" i que a partir d'aquell moment el museu esdevindria itinerant.

## Col·lecció
La col·lecció permanent del museu mostra una selecció dels millors invents actuals, objectes comercialitzats industrialment arreu del món.
Part de la col·lecció es basa en un recull d'invents fallits, creacions inútils o absurdes. Pensat per fomentar la creativitat dels visitants, inclou peces poc habituals dins d'un museu com un tobogan.
Les exposicions tenen voluntat de fer reflexionar sobre el concepte d'idea i de creativitat. Una d'elles es diu Futour, un tour pel futur, mostra que ja es va poder veure el 2006 al FAD, que a més a més va ser premiada amb el Premi Ciutat de Barcelona. Es tracta d'una selecció d'objectes que es creu que seran inventats l'any 2300. Una altra secció, amb el nom de Societat Il·limitada mostra una selecció d'invents d'afeccionats i petites empreses, que s'anirà ampliant amb el temps.
El museu també dedica un espai a invents fallits conegut amb el nom d'Espai Absurd, amb intenció de donar un toc d'humor a la mostra. També té una mostra d'algun dels dibuixos originals dels imaginatius Invents del TBO ideats per Ramon Sabatés als anys 1970-1980.

### Peces destacades
- Braçalet que marca els UVA
- Coixí que neutralitza els gasos
- Visera contra el sabó
- Tricicle per compartir
- Tassa amb galetes incorporades
- Ulleres per al tercer món
- Cadira per a supositoris
- Mop Star[12]